# Kensington (Londyn)
Kensington – dzielnica Londynu, leżąca w gminie Royal Borough of Kensington and Chelsea. Kensington jest wspomniane w Domesday Book (1086) jako Chenesit.